# Quinto Márcio Trêmulo
Quinto Márcio Trêmulo (português brasileiro) ou Quinto Márcio Trémulo (português europeu) (em latim: Quintus Marcius Tremulus) foi um político da gente Márcia da República Romana, eleito cônsul por duas vezes, em 306 e 288 a.C. com Públio Cornélio Arvina nas duas vezes. Provavelmente era pai de Quinto Márcio Filipo, cônsul em 281 a.C..

## Primeiro consulado (306 a.C.)
Quinto Márcio foi eleito cônsul em 306 a.C. com Públio Cornélio Arvina. Durante seu primeiro mandato, Trêmulo lutou contra os hérnicos de Anâgnia, derrotando-os facilmente e capturando a cidade. Por isso, conseguiu marchar para auxiliar Arvina, que estava lutando em Sâmnio. Quando chegou, seu exército foi atacado de surpresa pelos samnitas, mas Arvina foi socorrê-lo e os dois conseguiram uma brilhante vitória sobre o inimigo. Arvina ficou em Sâmnio e Trêmulo voltou para Roma, onde celebrou um triunfo por sua campanha contra hérnicos. Uma estátua equestre dedicada a ele foi colocada no Fórum Romano em frente ao Templo de Castor.

## Segundo consulado (288 a.C.)
Quinto Márcio foi eleito cônsul segunda vez em 288 a.C., novamente com Públio Cornélio Arvina.